# Molecuulspectroscopie
Molecuulspectroscopie is de verzamelnaam voor een aantal scheikundige technieken waarbij met behulp van elektromagnetische straling van verschillende golflengten een elementenanalyse van een monster wordt uitgevoerd. In tegenstelling tot bij de atoomspectroscopie is hierbij niet de elementensamenstelling van het monster het onderwerp van het onderzoek, maar de vorm en identiteit van de moleculen.
Verschillende technieken die onder molecuulspectroscopie vallen zijn:
- Microgolfspectroscopie: Een gasvormig monster wordt blootgesteld aan microgolven, en de absorptie wordt gemeten. Het absorptiespectrum is karakteristiek voor de rotatie-vrijheden in het molecuul. Deze techniek wordt voornamelijk gebruikt om eigenschappen van bekende zuivere stoffen te bepalen.
- Infraroodspectroscopie: Een absorptie-spectrum wordt gemaakt van infrarood-straling aan een vast of soms vloeibaar monster. Het spectrum is karakteristiek voor de bindingen tussen de atomen. Deze techniek wordt veel gebruikt om zuivere stoffen te identificeren.
- Ramanspectroscopie: Een speciale vorm van infraroodspectroscopie waarbij alleen symmetrische trillingen van het molecuul kunnen worden waargenomen die in normale infraroodspectroscopie niet worden gezien. Deze techniek wordt alleen in speciale gevallen gebruikt.
- Ultravioletspectroscopie: Er wordt een absorptie-spectrum gemaakt voor zichtbaar licht en ultraviolette straling. Dit spectrum is specifiek voor geconjugeerde dubbele bindingen zoals in benzeen.

Een aantal andere technieken worden vaak ook onder de molecuulspectroscopie gerekend ondanks dat ze geen absorptie of emissie van elektromagnetische straling op zich meten:
- Kernspinresonantie-spectroscopie: De atomen van 1 elementtype worden, onder invloed van een sterk magneetveld, in resonantie gebracht door een radio-frequentie. Door meting van de exacte resonantiefrequentie kan de omgeving van het atoom worden bestudeerd, en daarmee de structuur van het molecuul. Deze techniek kan worden gebruikt ter identificatie van een onbekende stof, en ook voor de studie van de structuur van een bekende stof.
- Massaspectrometrie: De massa van het molecuul wordt gemeten, en ook de massa van fragmenten wanneer het molecuul 'ruw wordt behandeld'. Tezamen kan dit een identificatie van het monster geven.